# Фазылова, Туфа Фазыловна
Туфа Фазыловна Фазылова (тадж. Тӯҳфа Фозилова; 1917—1985) — советская, таджикская оперная певица (лирическое сопрано), актриса. Народная артистка СССР (1957).

## Биография
Родилась 25 апреля 1917 года в Канибадаме (ныне в Согдийской области Таджикистана).
С 1930 года — певица Канибадамского музыкально-драматического театра, с 1933 — Узбекского театра музыкальной драмы (ныне Большой театр оперы и балета им. А. Навои) (Ташкент), где училась под руководством Х. Насыровой. В 1934—1940 годах — солистка Таджикского музыкального театра (Сталинабад, ныне Душанбе), в 1940—1948 — Таджикского театра оперы и балета имени С. Айни, созданного на базе Таджикского музыкального театра.
С 1948 года — актриса Таджикского театра драмы им. А. Лахути (Сталинабад).
Выступала на эстраде как певица, исполнительница оперных партий, вокальных сочинений таджикских композиторов, таджикских и узбекских народных песен.
Гастролировала по многим городам СССР, а также за рубежом: Иран, Афганистан.
Снималась в кино. Участвовала в дублировании на таджикский язык около 50 художественных фильмов.
Член Союза кинематографистов Таджикской ССР (1963). .
Скончалась 3 февраля 1985 года в Душанбе. Похоронена на кладбище «Лучоб».

### Семья
- Сын — Марат Сабирович Арипов (1935—2018) — советский, таджиксткий киноактёр, кинорежиссёр. Народный артист Таджикистана (2008).

## Творчество

### Партии
- 1934, 1936, 1938 — «Аршин мал алан» У. Гаджибекова — Гулчехра
- 1937 — «Халима» Г. Зафари — Халима
- 1937 — «Восе» Г. Абдулло — Гулизор
- 1938 — «Гульсара» К. Яшена и М. Мухаммедова — Гульсара
- 1939 — «Восстание Восе» С. Баласаняна — Гулизор
- 1941 — «Кузнец Кова» С. Баласаняна — НушофаринЗиёдулло Шахиди
- 1942 — «Розня» С. Баласаняна и З. Шахиди — Розня
- 1943 — «Нурхон» К. Яшена — Нурхон
- 1944 — «Тахир и Зухра» А. Ленского — Зухра
- 1946 — «Евгений Онегин» П. Чайковского — Татьяна
- 1948 — «Кармен» Ж. Бизе — Микаэла
- «Царская невеста» Н. Римского-Корсакова — Марфа.

### Драматические роли
- «Лолахон» К. Яшена — Лолахон
- «Алишер Навои» Уйгуна и И. Султанова — Гули
- «Дохунда» Д. Икрами — Гульнор
- «Король Лир» У. Шекспира — Гонерилья[4]
- «Без вины виноватые» А. Островского — Кручинина
- «В ночь лунного затмения» М. Карима.

### Фильмография
- 1943 — Таджикский киноконцерт
- 1956 — Дохунда — эпизод
- 1956 — Авиценна
- 1961 — Зумрад — Холсино
- 1962 — Тишины не будет — эпизод
- 1964 — Буря над Азией
- 1965 — Родившийся в грозу
- 1966 — Поэма двух сердец
- 1973 — Побег из тьмы — Нигора
- 1976 — Мишка-артист — бабушка Зафара
- 1981 — Будьте моим мужем — курортница-таджичка
- 1982 — Сегодня и всегда — Ходжинисо

## Награды и звания
- Заслуженная артистка Таджикской ССР (1939)
- Народная артистка Таджикской ССР (1941)
- Народная артистка СССР (1957)
- Государственная премия Таджикской ССР им. Рудаки (1972)
- Орден Ленина (1941)
- Орден Октябрьской Революции
- Орден Трудового Красного Знамени (1954)
- Орден «Знак Почёта»
- Медали
- Почётные грамоты Президиума Верховного Совета СССР и Таджикской ССР.

## Память
- Документальные фильмы о жизни и творческом пути актрисы: «Наша Туфа» (телевизионный, режиссёр Ш. Киямов, 1971), «Секрет актрисы» (режиссёр В. Эрвайс, 1977).
- В 1985 году Канибадамский музыкально-драматический театр назван именем актрисы.

## Звукозапись
Т. Фазылова записывалась на грампластинки с 1930-х гг. Одну из её ранних записей можно услышать на сайте "Мир русской грамзаписи".